# Locris ochroptera
Locris ochroptera är en insektsart som beskrevs av Jacobi 1904. Locris ochroptera ingår i släktet Locris och familjen spottstritar. Inga underarter finns listade i Catalogue of Life.